# Sertularella sanmatiasensis
Sertularella sanmatiasensis är en nässeldjursart som beskrevs av El Beshbeeshy 1991. Sertularella sanmatiasensis ingår i släktet Sertularella och familjen Sertulariidae. Inga underarter finns listade i Catalogue of Life.